# Иван Иванович (манекен)

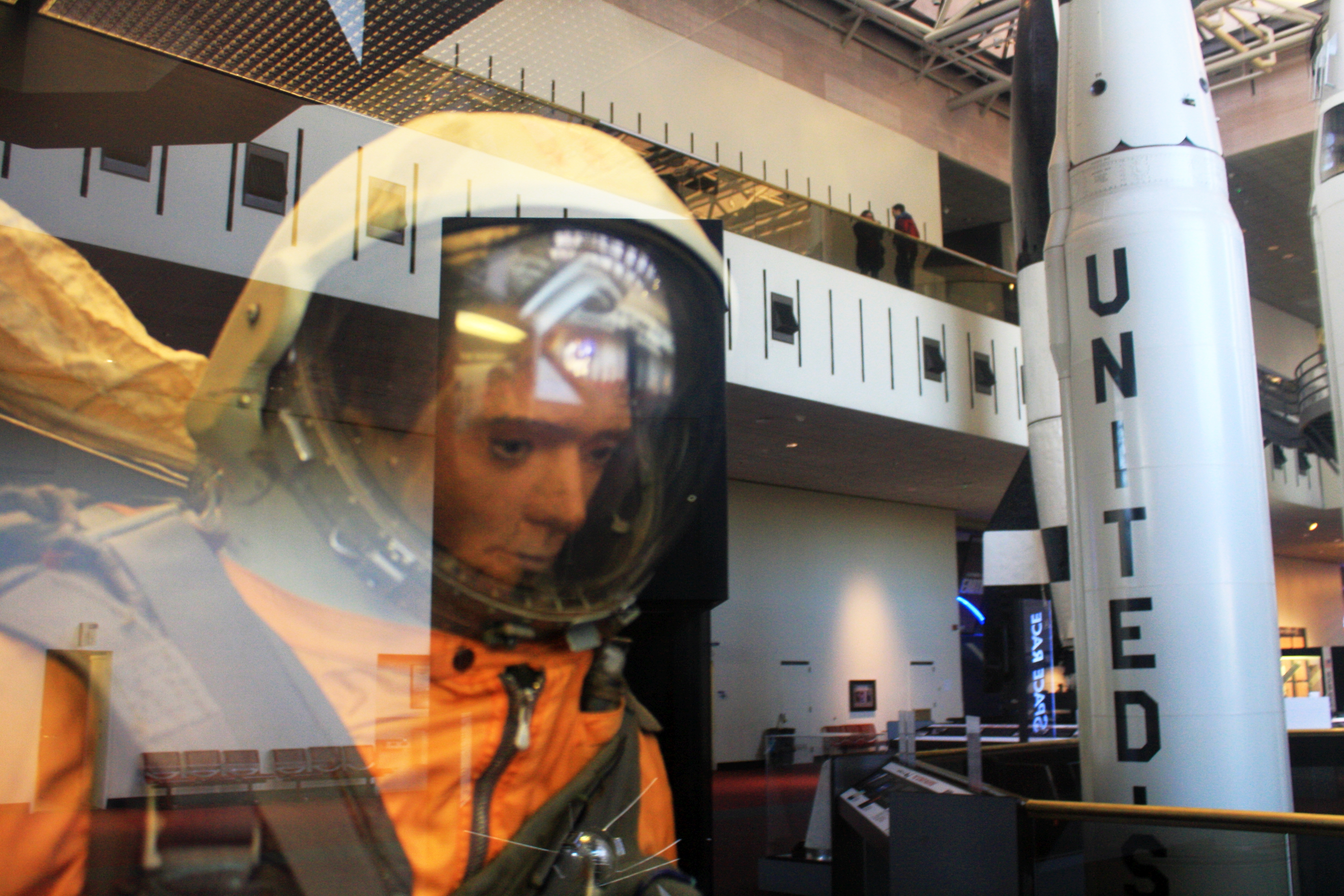
Иван Иванович в Национальном музее авиации и космонавтики, США

Иван Иванович — имя манекена, использовавшегося в СССР для различных целей, начиная от тряпичных кукол для тренировки пожарных и медицинских расчетов и заканчивая высокотехнологичными манекенами для краш-тестов и испытания образцов новой техники и технологий. Наиболее известным стал манекен для космических экспериментов и исследований на пятом по счёту советском космическом корабле-спутнике «Восток» для подготовки к пилотируемой миссии.

## История
Манекен, насколько это было возможно, повторял биологические и антропологические данные реального человека, например рост, наличие волос и ресниц; медики старались снабдить его всевозможными датчиками. Иван Иванович был одет в скафандр космонавта СК-1 и своим видом производил гнетущее впечатление из-за эффекта, позднее получившего название «зловещая долина».

В отличие от них манекен, как существо неживое (которое, например, объесться чем-либо было не в состоянии), казалось бы, никаких дискуссионных проблем вызвать не мог. Не должен был… Однако это только так казалось. Как вскоре выяснилось, одна из извечных общих проблем моделирования — об оптимальной мере приближения модели к натуре — проявила себя и здесь.
В одной из комнат пристройки к монтажно-испытательному корпусу расположились «спасенцы» — представители конструкторского бюро, создавшего катапультируемое кресло и скафандр космонавта. За несколько дней до пуска корабля-спутника — это было, если не ошибаюсь, как раз в день моего первого приезда на космодром — они предъявили Королёву и нескольким «сопровождающим его лицам» всё своё хозяйство в собранном виде: кресло и прикреплённый к нему системой привязных ремней облачённый в ярко-оранжевый скафандр манекен.
Изготовители манекена постарались, чтобы всё — во всяком случае, всё доступное обозрению — в нём было «как у человека». А посему сделали ему лицо совершенно человекоподобное: со ртом, носом, глазами, бровями, даже ресницами… Я не удержался от реплики, что, мол, увидев такую фигуру где-нибудь в поле или в лесу, наверное, в первый момент принял бы её за покойника.

И действительно, было в сидящем перед нами манекене что-то мертвенно-неприятное. Наверное, всё-таки нельзя, чтобы нечеловек был чересчур похож на человека.— М. Л. Галлай. С человеком на борту. — М.: Сов. писатель, 1985
Чтобы любой, кто мог его найти в результате испытаний, не решил, что это мёртвый человек, за забрало скафандра была помещена табличка с надписью «МАКЕТ». В капсуле космического корабля «Восток 3КА-2» незадолго до полета Юрия Гагарина побывали в космосе Иван Иванович и собака Звёздочка.

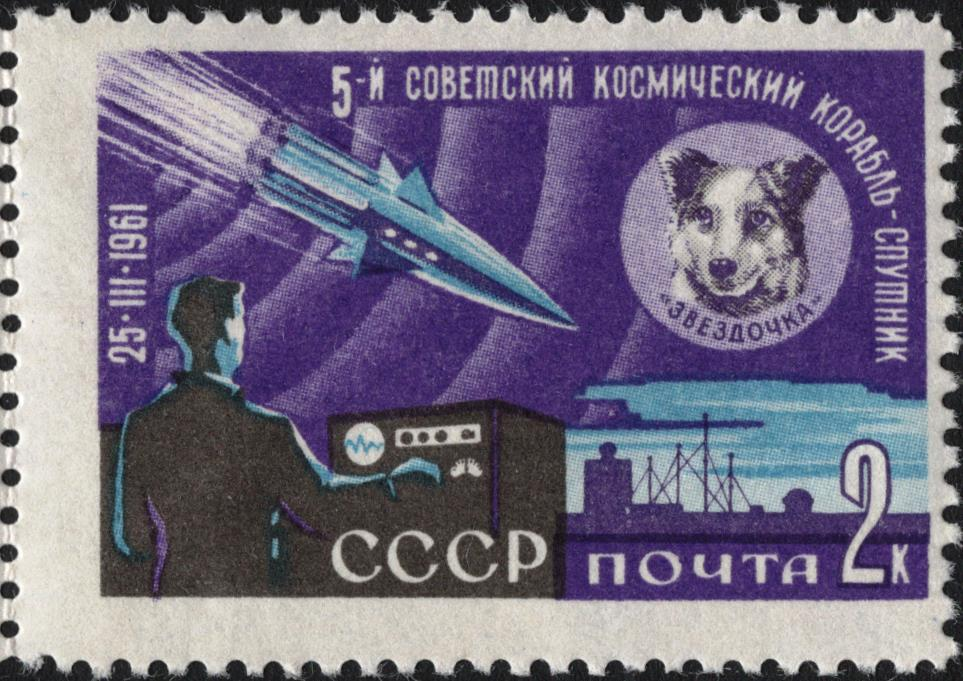
Собака-космонавт Звёздочка

Запуск корабля с манекеном состоялся 25 марта 1961 года. Главной его задачей стала отработка конструкций и систем, предназначенных для обеспечения жизнедеятельности человека при полёте его в космическом пространстве и возвращении на Землю. Масса корабля составила 4695 кг. Кроме манекена и собаки, он вёз и другие подопытные биологические объекты. Почти через два часа полёта корабль был сведён с орбиты, во время спуска от него отделилось (катапультировалось) кресло будущего космонавта с манекеном. Контейнер с собакой находился в спускаемом аппарате, который также благополучно приземлился в заданном районе в Пермской области.
Таким образом, запуск «Востока 3КА-2» с манекеном на борту стал завершающей проверкой советского космического корабля перед полётом человека, состоявшимся 12 апреля 1961 года.
В 1993 году манекен был продан на аукционе Сотбис фонду Росса Перо за 189 500 $. В 1997 году его одолжили Национальному музею авиации и космонавтики (США).
В апреле 2011 года в Нью-Йорке состоялся космический аукцион, приуроченный к 50-летию первого полёта в космос, с единственным лотом, оцениваемым в сумму от 2 до 10 миллионов долларов. Им являлась космическая капсула, в которой на орбиту Земли были отправлены манекен Иван Иванович и собака Звёздочка. Данный лот за 2,88 млн долларов выкупил и вернул в Россию бизнесмен  Евгений Юрченко.